# Thelephorales
Thelephorales é uma ordem de fungos da classe Agaricomycetes. Esta ordem inclui fungos corticioides e fungos hidnoides, bem como algumas espécies de poliporos e clavarioides. Todos os fungos de Thelephorales são ectomicorrízicos. Nenhum deles possui grande importância económica, embora Sarcodon imbricatus seja comestível e comercializado, enquanto que outras espécies podem ser usadas para produzir corantes artesanais.

## Taxonomia

### História
Ainda que Thelephorales tenha sido referida de passagem por E.J.H. Corner em 1968, esta ordem não seria publicada formalmente até 1976, quando o micologista alemão Franz Oberwinkler a descreveu pela primeira vez como incluindo as famílias Thelephoraceae e Bankeraceae. Tal como foi originalmente concebida, as espécies desta ordem tinham basidiocarpos com formas diversas, mas partilhavam várias características comuns, sobretudo semelhanças na forma dos basidiósporos (na sua maioria espinados e lobados) e semelhanças na cor dos basidiocarpos, relacionada com a presença de derivados de ácido telefórico, e frequentemente acompanhados de reacções azuis a esverdeadas com álcalis.

### Situação actual
Pesquisas moleculares, baseadas na análise cladística de sequências de ADN, apoia o fundamento morfológico de Thelephorales, indicando que esta ordem forma um agrupamento distinto dentro de Agaricomycetes, próximo de Polyporales.

## Distribuição e habitat
Todos os fungos desta ordem são ectomicorrízicos, formando associações mutuamente benéficas com raízes de árvores vivas. A distribuição de Thelephorales é cosmopolita. De acordo com uma estimativa de 2008, esta ordem contém 18 géneros e mais de 250 espécies.

## Relevância económica
Sarcodon imbricatus é uma espécie comestível, recolectada para venda em mercados locais em alguns países e recolectada de forma comercial na China para exportação como produto seco. Polyozellus multiplex é também comestível e recolectado para venda na América do Norte. Várias espécies de Thelephorales são usadas actualmente para obter corantes artesanais para lã, incluindo Hydnellum caeruleum na América do Norte, Sarcodon squamosus na Escandinávia, e Thelephora palmata na Escócia.

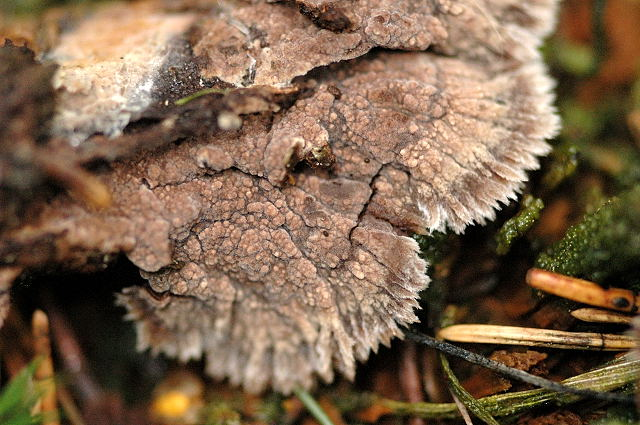
Thelephora terrestris (Thelephoraceae)
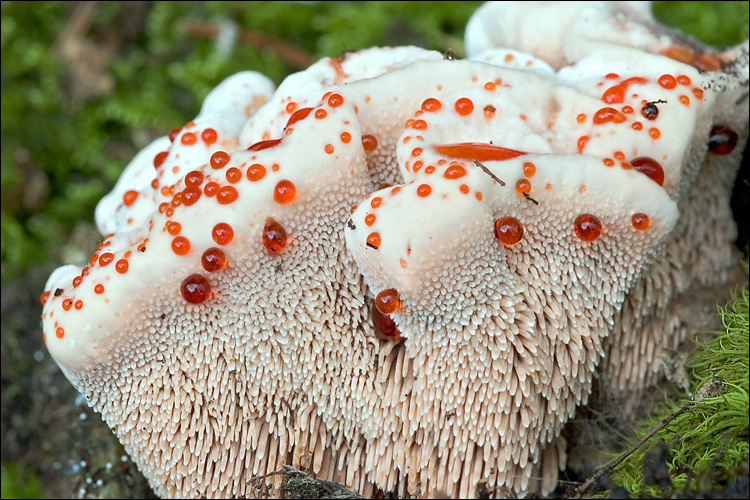
Hydnellum ferrugineum (Bankeraceae)
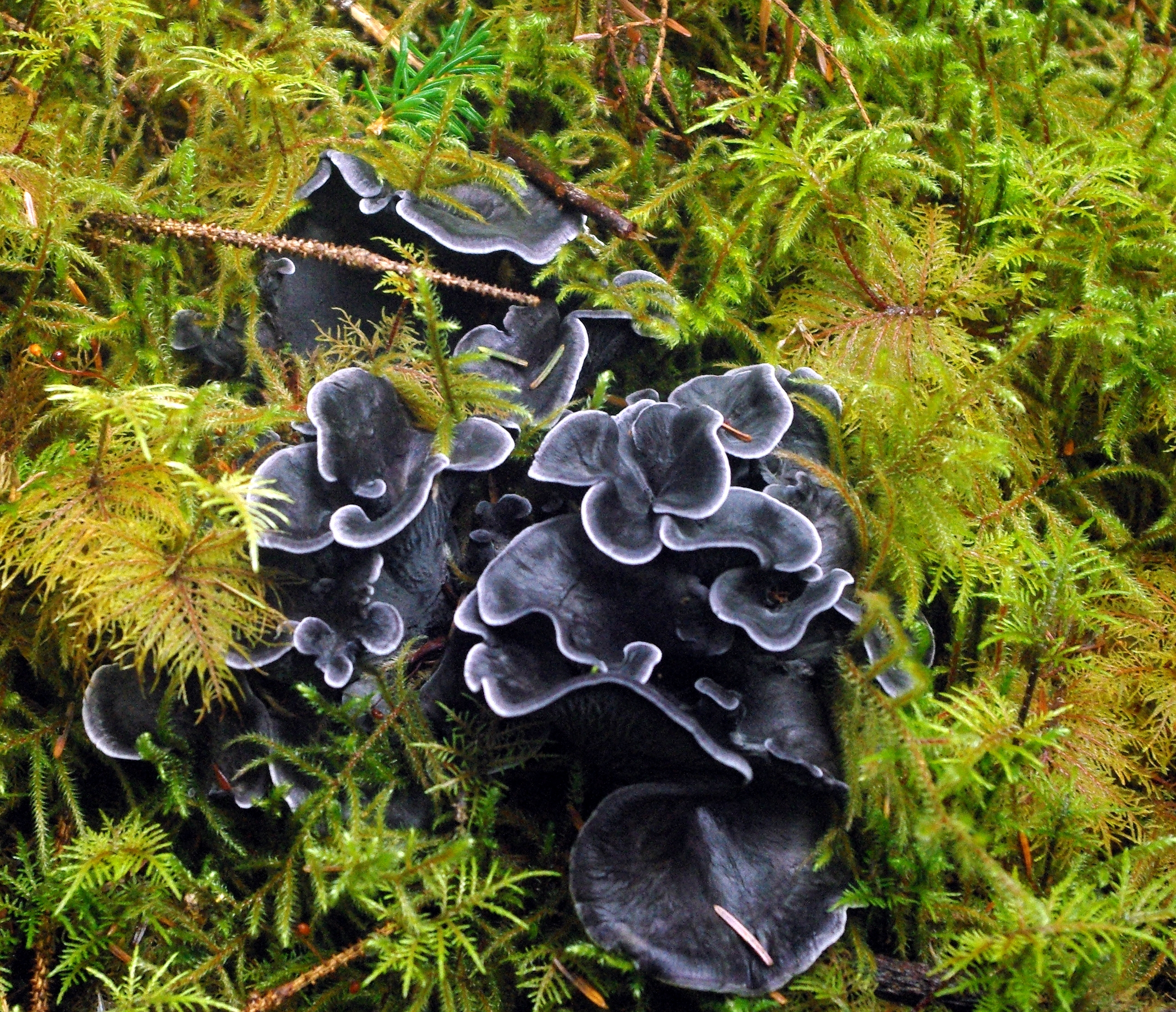
Polyozellus multiplex (Thelephoraceae)